# 新努库茨基市镇
新努库茨基市镇（俄语：Муниципальное образование «Новонукутское»）是俄罗斯联邦伊尔库茨克州努库茨基区所属的一个市镇。其下辖有3个居民点，行政中心为新努库茨基。据2016年统计，该市镇的人口为4741人。